# Lista planetelor minore/701–800
Aceasta este Lista planetelor minore/701–800; pentru a naviga prin lista completă vezi Lista planetelor minore.
Pentru ale detalii vezi și Proiect:Astronomie sau Portal:Astronomie.
| Nume            | Denumire provizorie | Data descoperirii  | Locul descoperirii | Descoperitor(i)  |
| --------------- | ------------------- | ------------------ | ------------------ | ---------------- |
| 701 Oriola      | 1910 KN             | 12 iulie 1910      | Heidelberg         | J. Helffrich⁠(d)  |
| 702 Alauda      | 1910 KQ             | 16 iulie 1910      | Heidelberg         | J. Helffrich     |
| 703 Noëmi       | 1910 KT             | 3 octombrie 1910   | Vienna             | J. Palisa        |
| 704 Interamnia  | 1910 KU             | 2 octombrie 1910   | Teramo⁠(d)          | V. Cerulli⁠(d)    |
| 705 Erminia     | 1910 KV             | 6 octombrie 1910   | Heidelberg         | E. Ernst⁠(d)      |
| 706 Hirundo     | 1910 KX             | 9 octombrie 1910   | Heidelberg         | J. Helffrich⁠(d)  |
| 707 Steina      | 1910 LD             | 22 decembrie 1910  | Heidelberg         | M. F. Wolf       |
| 708 Raphaela    | 1911 LJ             | 3 februarie 1911   | Heidelberg         | J. Helffrich⁠(d)  |
| 709 Fringilla   | 1911 LK             | 3 februarie 1911   | Heidelberg         | J. Helffrich     |
| 710 Gertrud     | 1911 LM             | 28 februarie 1911  | Vienna             | J. Palisa        |
| 711 Marmulla    | 1911 LN             | 1 martie 1911      | Vienna             | J. Palisa        |
| 712 Boliviana   | 1911 LO             | 19 martie 1911     | Heidelberg         | M. F. Wolf       |
| 713 Luscinia    | 1911 LS             | 18 aprilie 1911    | Heidelberg         | J. Helffrich⁠(d)  |
| 714 Ulula       | 1911 LW             | 18 mai 1911        | Heidelberg         | J. Helffrich     |
| 715 Transvaalia | 1911 LX             | 22 aprilie 1911    | Johannesburg⁠(d)    | H. E. Wood⁠(d)    |
| 716 Berkeley    | 1911 MD             | 30 iulie 1911      | Vienna             | J. Palisa        |
| 717 Wisibada    | 1911 MJ             | 26 august 1911     | Heidelberg         | F. Kaiser⁠(d)     |
| 718 Erida       | 1911 MS             | 29 septembrie 1911 | Vienna             | J. Palisa        |
| 719 Albert      | 1911 MT             | 3 octombrie 1911   | Vienna             | J. Palisa        |
| 720 Bohlinia    | 1911 MW             | 18 octombrie 1911  | Heidelberg         | F. Kaiser⁠(d)     |
| 721 Tabora      | 1911 MZ             | 18 octombrie 1911  | Heidelberg         | F. Kaiser        |
| 722 Frieda      | 1911 NA             | 18 octombrie 1911  | Vienna             | J. Palisa        |
| 723 Hammonia    | 1911 NB             | 21 octombrie 1911  | Vienna             | J. Palisa        |
| 724 Hapag       | 1911 NC             | 21 octombrie 1911  | Vienna             | J. Palisa        |
| 725 Amanda      | 1911 ND             | 21 octombrie 1911  | Vienna             | J. Palisa        |
| 726 Joëlla      | 1911 NM             | 22 noiembrie 1911  | Winchester         | J. H. Metcalf⁠(d) |
| 727 Nipponia    | 1912 NT             | 11 februarie 1912  | Heidelberg         | A. Massinger⁠(d)  |
| 728 Leonisis    | 1912 NU             | 16 februarie 1912  | Vienna             | J. Palisa        |
| 729 Watsonia    | 1912 OD             | 9 februarie 1912   | Winchester         | J. H. Metcalf⁠(d) |
| 730 Athanasia   | 1912 OK             | 10 aprilie 1912    | Vienna             | J. Palisa        |
| 731 Sorga       | 1912 OQ             | 15 aprilie 1912    | Heidelberg         | A. Massinger⁠(d)  |
| 732 Tjilaki     | 1912 OR             | 15 aprilie 1912    | Heidelberg         | A. Massinger     |
| 733 Mocia       | 1912 PF             | 16 septembrie 1912 | Heidelberg         | M. F. Wolf       |
| 734 Benda       | 1912 PH             | 11 octombrie 1912  | Vienna             | J. Palisa        |
| 735 Marghanna   | 1912 PY             | 9 decembrie 1912   | Heidelberg         | H. Vogt⁠(d)       |
| 736 Harvard     | 1912 PZ             | 16 noiembrie 1912  | Winchester         | J. H. Metcalf⁠(d) |
| 737 Arequipa    | 1912 QB             | 7 decembrie 1912   | Winchester         | J. H. Metcalf    |
| 738 Alagasta    | 1913 QO             | 7 ianuarie 1913    | Heidelberg         | F. Kaiser⁠(d)     |
| 739 Mandeville  | 1913 QR             | 7 februarie 1913   | Winchester         | J. H. Metcalf⁠(d) |
| 740 Cantabia    | 1913 QS             | 10 februarie 1913  | Winchester         | J. H. Metcalf    |
| 741 Botolphia   | 1913 QT             | 10 februarie 1913  | Winchester         | J. H. Metcalf    |
| 742 Edisona     | 1913 QU             | 23 februarie 1913  | Heidelberg         | F. Kaiser⁠(d)     |
| 743 Eugenisis   | 1913 QV             | 25 februarie 1913  | Heidelberg         | F. Kaiser        |
| 744 Aguntina    | 1913 QW             | 26 februarie 1913  | Vienna             | J. Rheden⁠(d)     |
| 745 Mauritia    | 1913 QX             | 1 martie 1913      | Heidelberg         | F. Kaiser⁠(d)     |
| 746 Marlu       | 1913 QY             | 1 martie 1913      | Heidelberg         | F. Kaiser        |
| 747 Winchester  | 1913 QZ             | 7 martie 1913      | Winchester         | J. H. Metcalf⁠(d) |
| 748 Simeïsa     | 1913 RD             | 14 martie 1913     | Crimea-Simeis⁠(d)   | G. N. Neuimin    |
| 749 Malzovia    | 1913 RF             | 5 aprilie 1913     | Crimea-Simeis      | S. N. Beliavskii |
| 750 Oskar       | 1913 RG             | 28 aprilie 1913    | Vienna             | J. Palisa        |
| 751 Faïna       | 1913 RK             | 28 aprilie 1913    | Crimea-Simeis⁠(d)   | G. N. Neuimin    |
| 752 Sulamitis   | 1913 RL             | 30 aprilie 1913    | Crimea-Simeis      | G. N. Neuimin    |
| 753 Tiflis      | 1913 RM             | 30 aprilie 1913    | Crimea-Simeis      | G. N. Neuimin    |
| 754 Malabar     | 1906 UT             | 22 august 1906     | Heidelberg         | A. Kopff         |
| 755 Quintilla   | 1908 CZ             | 6 aprilie 1908     | Taunton⁠(d)         | J. H. Metcalf⁠(d) |
| 756 Lilliana    | 1908 DC             | 26 aprilie 1908    | Taunton            | J. H. Metcalf    |
| 757 Portlandia  | 1908 EJ             | 30 septembrie 1908 | Taunton            | J. H. Metcalf    |
| 758 Mancunia    | 1912 PE             | 18 mai 1912        | Johannesburg⁠(d)    | H. E. Wood⁠(d)    |
| 759 Vinifera    | 1913 SJ             | 26 august 1913     | Heidelberg         | F. Kaiser⁠(d)     |
| 760 Massinga    | 1913 SL             | 28 august 1913     | Heidelberg         | F. Kaiser        |
| 761 Brendelia   | 1913 SO             | 8 septembrie 1913  | Heidelberg         | F. Kaiser        |
| 762 Pulcova     | 1913 SQ             | 3 septembrie 1913  | Crimea-Simeis⁠(d)   | G. N. Neuimin    |
| 763 Cupido      | 1913 ST             | 25 septembrie 1913 | Heidelberg         | F. Kaiser⁠(d)     |
| 764 Gedania     | 1913 SU             | 26 septembrie 1913 | Heidelberg         | F. Kaiser        |
| 765 Mattiaca    | 1913 SV             | 26 septembrie 1913 | Heidelberg         | F. Kaiser        |
| 766 Moguntia    | 1913 SW             | 29 septembrie 1913 | Heidelberg         | F. Kaiser        |
| 767 Bondia      | 1913 SX             | 23 septembrie 1913 | Winchester         | J. H. Metcalf⁠(d) |
| 768 Struveana   | 1913 SZ             | 4 octombrie 1913   | Crimea-Simeis⁠(d)   | G. N. Neuimin    |
| 769 Tatjana     | 1913 TA             | 6 octombrie 1913   | Crimea-Simeis      | G. N. Neuimin    |
| 770 Bali        | 1913 TE             | 31 octombrie 1913  | Heidelberg         | A. Massinger⁠(d)  |
| 771 Libera      | 1913 TO             | 21 noiembrie 1913  | Vienna             | J. Rheden⁠(d)     |
| 772 Tanete      | 1913 TR             | 19 decembrie 1913  | Heidelberg         | A. Massinger⁠(d)  |
| 773 Irmintraud  | 1913 TV             | 22 decembrie 1913  | Heidelberg         | F. Kaiser⁠(d)     |
| 774 Armor       | 1913 TW             | 19 decembrie 1913  | Paris              | C. le Morvan⁠(d)  |
| 775 Lumière     | 1914 TX             | 6 ianuarie 1914    | Nice               | J. Lagrula⁠(d)    |
| 776 Berbericia  | 1914 TY             | 24 ianuarie 1914   | Heidelberg         | A. Massinger⁠(d)  |
| 777 Gutemberga  | 1914 TZ             | 24 ianuarie 1914   | Heidelberg         | F. Kaiser⁠(d)     |
| 778 Theobalda   | 1914 UA             | 25 ianuarie 1914   | Heidelberg         | F. Kaiser        |
| 779 Nina        | 1914 UB             | 25 ianuarie 1914   | Crimea-Simeis⁠(d)   | G. N. Neuimin    |
| 780 Armenia     | 1914 UC             | 25 ianuarie 1914   | Crimea-Simeis      | G. N. Neuimin    |
| 781 Kartvelia   | 1914 UF             | 25 ianuarie 1914   | Crimea-Simeis      | G. N. Neuimin    |
| 782 Montefiore  | 1914 UK             | 18 martie 1914     | Vienna             | J. Palisa        |
| 783 Nora        | 1914 UL             | 18 martie 1914     | Vienna             | J. Palisa        |
| 784 Pickeringia | 1914 UM             | 20 martie 1914     | Winchester         | J. H. Metcalf⁠(d) |
| 785 Zwetana     | 1914 UN             | 30 martie 1914     | Heidelberg         | A. Massinger⁠(d)  |
| 786 Bredichina  | 1914 UO             | 20 aprilie 1914    | Heidelberg         | F. Kaiser⁠(d)     |
| 787 Moskva      | 1914 UQ             | 20 aprilie 1914    | Crimea-Simeis⁠(d)   | G. N. Neuimin    |
| 788 Hohensteina | 1914 UR             | 28 aprilie 1914    | Heidelberg         | F. Kaiser⁠(d)     |
| 789 Lena        | 1914 UU             | 24 iunie 1914      | Crimea-Simeis⁠(d)   | G. N. Neuimin    |
| 790 Pretoria    | 1912 NW             | 16 ianuarie 1912   | Johannesburg⁠(d)    | H. E. Wood⁠(d)    |
| 791 Ani         | 1914 UV             | 29 iunie 1914      | Crimea-Simeis⁠(d)   | G. N. Neuimin    |
| 792 Metcalfia   | 1907 ZC             | 20 martie 1907     | Taunton⁠(d)         | J. H. Metcalf⁠(d) |
| 793 Arizona     | 1907 ZD             | 9 aprilie 1907     | Flagstaff⁠(d)       | P. Lowell        |
| 794 Irenaea     | 1914 VB             | 27 august 1914     | Vienna             | J. Palisa        |
| 795 Fini        | 1914 VE             | 26 septembrie 1914 | Vienna             | J. Palisa        |
| 796 Sarita      | 1914 VH             | 15 octombrie 1914  | Heidelberg         | K. Reinmuth      |
| 797 Montana     | 1914 VR             | 17 noiembrie 1914  | Hamburg-Bergedorf  | H. Thiele⁠(d)     |
| 798 Ruth        | 1914 VT             | 21 noiembrie 1914  | Heidelberg         | M. F. Wolf       |
| 799 Gudula      | 1915 WO             | 9 martie 1915      | Heidelberg         | K. Reinmuth      |
| 800 Kressmannia | 1915 WP             | 20 martie 1915     | Heidelberg         | M. F. Wolf       |